# Fuzil de combate
Fuzil de combate (português brasileiro) ou espingarda de combate (português europeu) é um termo pós-Segunda Guerra Mundial para o fuzil de serviço militar que é alimentado por munição através de carregadores destacáveis e dispara um cartucho de fuzil de plena potência.
O termo "fuzil de batalha" foi criado em grande parte por necessidade de diferenciar melhor os fuzis de ataque de poder intermediário (e.g. StG-44, AK-47 e M16) de fuzis fogo seletivos automáticos (e.g. FN FAL, M14 e H&K G3) como ambas as classes de armas de fogo têm uma aparência similar e compartilham muitas das mesmas características, como carregadores destacáveis, alças de pistola, etc.
Este termo também pode descrever fuzis militares semiautomáticos mais antigos com calibres de plena potência, como o M1 Garand, SVT-40, Gewehr 41, Gewehr 43, MAS-49 e o FN49. Antes da década de 1990, o termo não estava bem definido e foi usado como uma descrição geral para todos os tipos de fuzis militares.

## Exemplos

### Primeira Guerra Mundial
- Império Russo: Fedorov Avtomat (6,5×50mmSR Arisaka)

### Segunda Guerra Mundial
- Estados Unidos: M1 Garand (.30-06 Springfield)
- União Soviética: AVS-36 (7,62×54mmR)
- União Soviética: SVT-40 (7,62×54mmR)
- Alemanha Nazista: Gewehr 41 (7,92×57mm Mauser)
- Alemanha Nazista: FG 42 (7,92×57mm Mauser)
- Suécia: Automatgevär m/42 (6,5×55mm)
- Alemanha Nazista: Gewehr 43 (7,92×57mm Mauser)

### Guerra Fria
- Bélgica: FN49 (.30-06 Springfield)
- França: MAS-49 (7,5×54mm)
- Espanha: CETME (7,62×51mm NATO)
- Bélgica: FN FAL (7,62×51mm NATO)
- Reino Unido: L1A1 (7,62×51mm NATO)
- Estados Unidos: ArmaLite AR-10 (7,62×51mm NATO)
- Suíça : SIG SG 510 (7,5×55mm)
- Alemanha Ocidental: Heckler & Koch G3 (7,62×51mm NATO)
- Estados Unidos: M14 (7,62×51mm NATO)
- Itália: Beretta BM 59 (7,62×51mm NATO)
- Suécia: Ak 4 (7,62×51mm NATO)
- Japão: Howa Type 64 (7,62×51mm NATO)
- Israel: IMI Galil 7,62 (7,62×51mm NATO)
- Iugoslávia: Zastava M77 B1 (7,62×51mm NATO)

### Pós-Guerra Fria
- Estados Unidos: Mk 14 Enhanced Battle Rifle (7,62×51mm NATO)
- Bélgica: FN SCAR-H (7,62×51mm NATO)
- Alemanha: Heckler & Koch HK417 (7,62×51mm NATO)
- Brasil: ParaFAL (7,62×51mm NATO)
- Brasil: Imbel IA2 7,62 (7,62×51mm NATO)
- Turquia: MPT-76 (7,62×51mm NATO)